# Littérature ukrainienne contemporaine
 (mars 2017).
Si vous disposez d'ouvrages ou d'articles de référence ou si vous connaissez des sites web de qualité traitant du thème abordé ici, merci de compléter l'article en donnant les références utiles à sa vérifiabilité et en les liant à la section « Notes et références ».

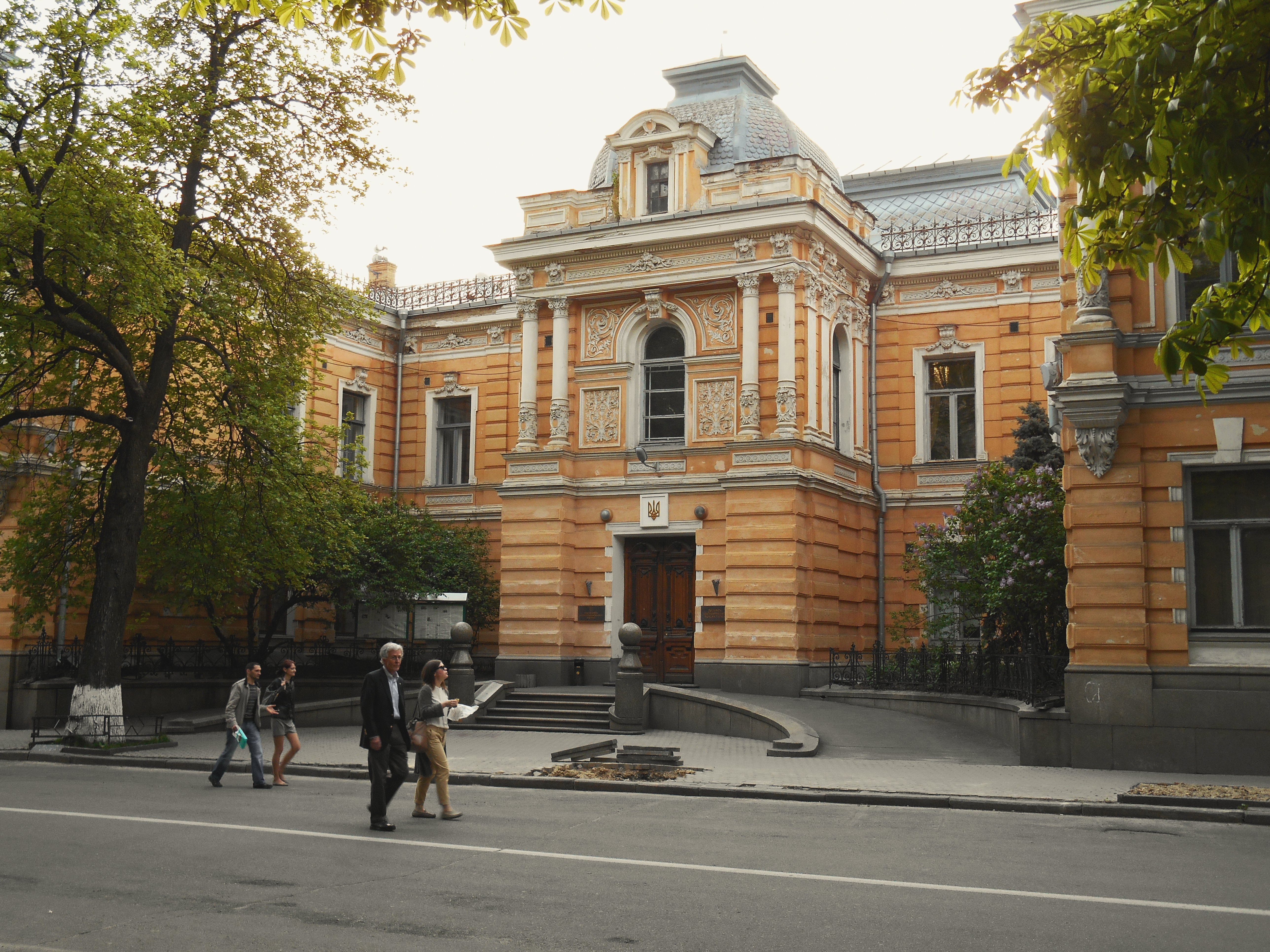
Une résidence de L'Union des Écrivains ukrainiens

La littérature ukrainienne contemporaine est une période de la littérature ukrainienne se référant aux dernières décennies du XXe siècle et au début du XXIe siècle. 

## Histoire
Dans l'histoire de la littérature ukrainienne moderne, on distingue, souvent, utilement, les écrivains par décennie, par exemple, les écrivains des années 1960, 1980 et 1990. 

### Années 1960-1970
Les écrivains des années 1960 sont nés pour la plupart entre 1928 et 1947 :
- Ivan Dratch (1936-2018)
- Valéri Chevtchouk (1939-)
- Ihor Kalynets (1939-), poète

### Années 1980-1990
- Iouri Androukhovytch (1960-), Perversion (1997)
- Maria Matios (1959-)
- Oksana Zaboujko (1960-)
- Ihor Pavliouk (1967-)
- Serhiy Jadan (1974-)

### Poésie

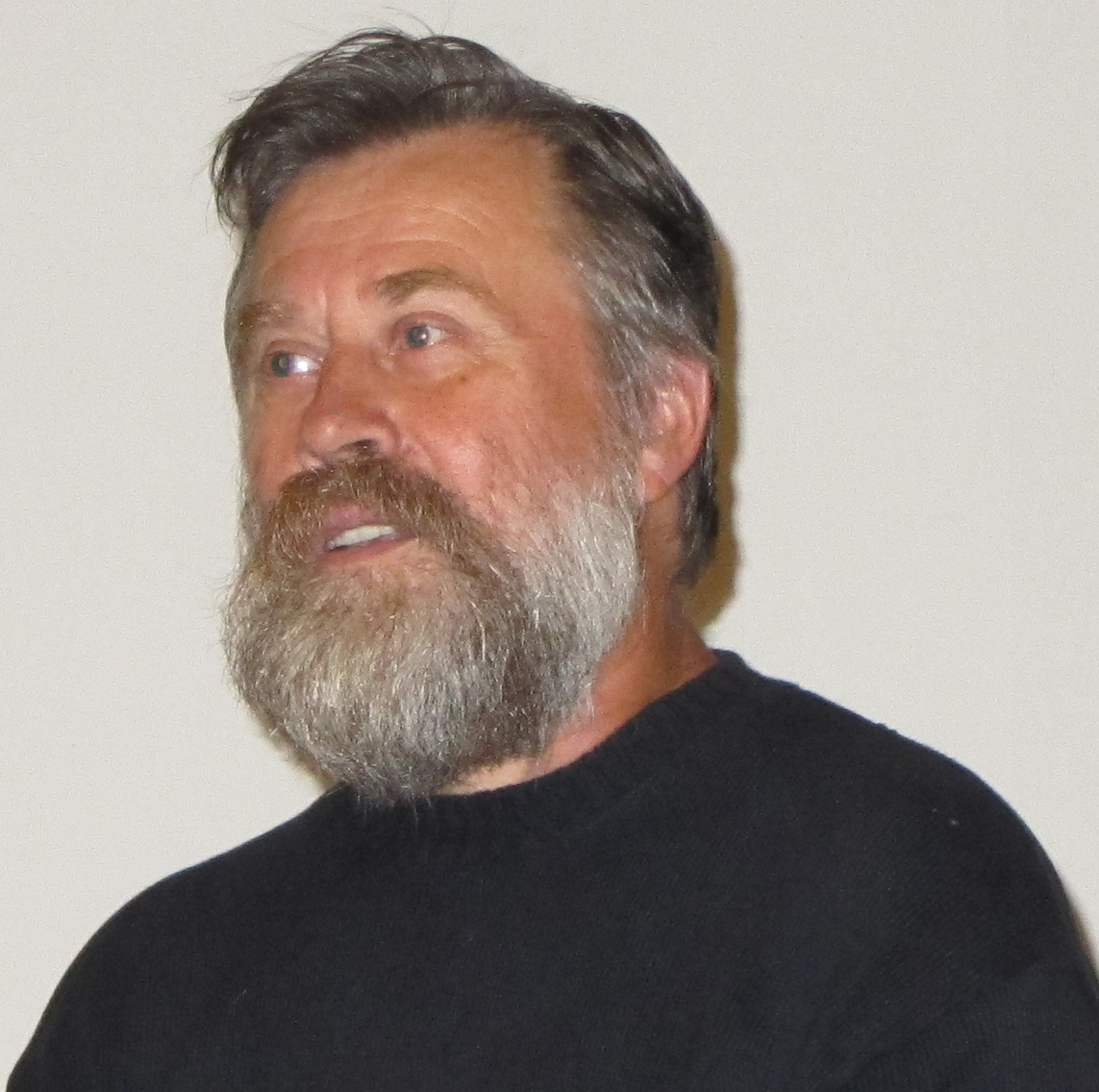
Oleh Lysheha

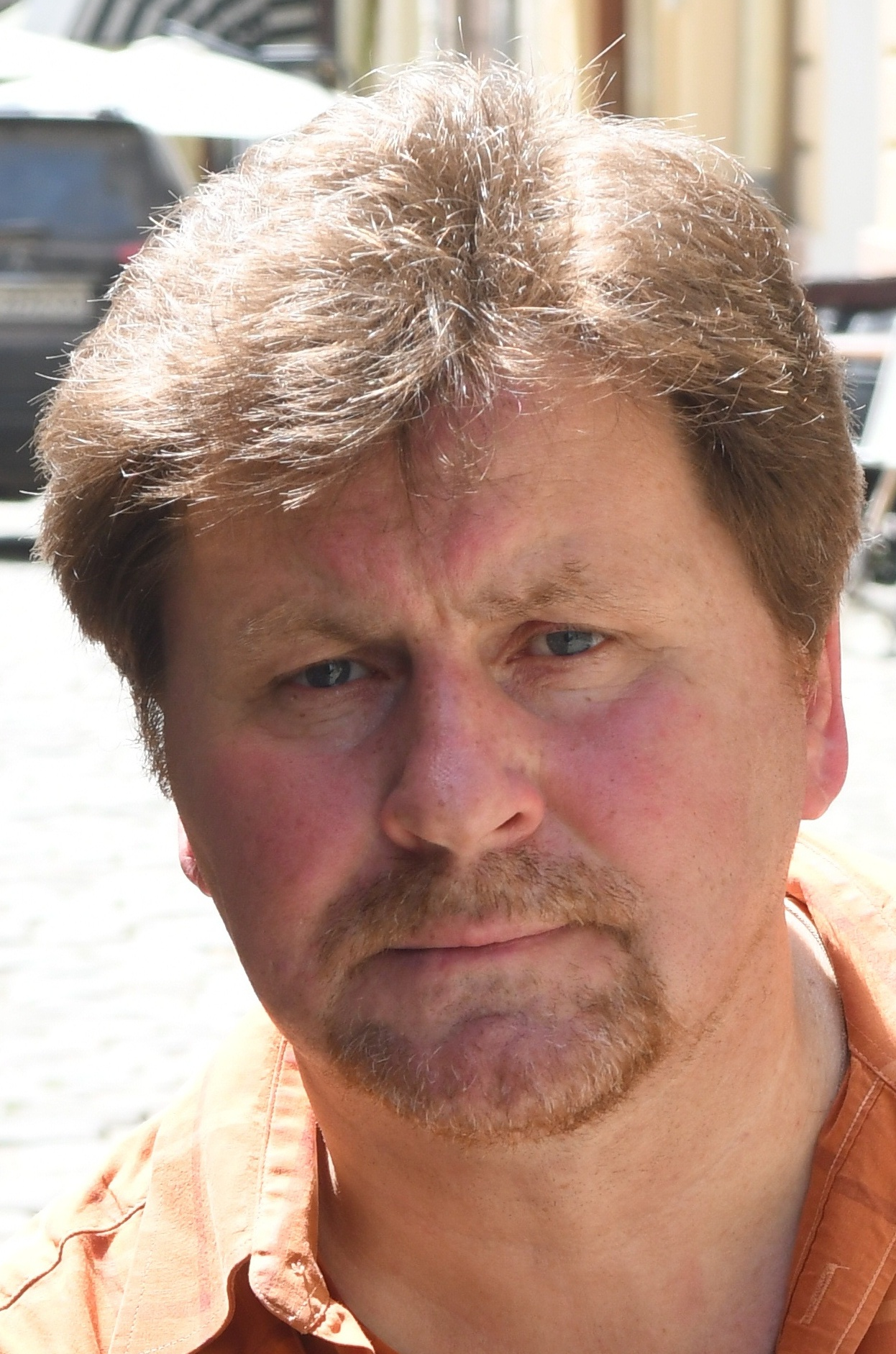
Ihor Pavliouk

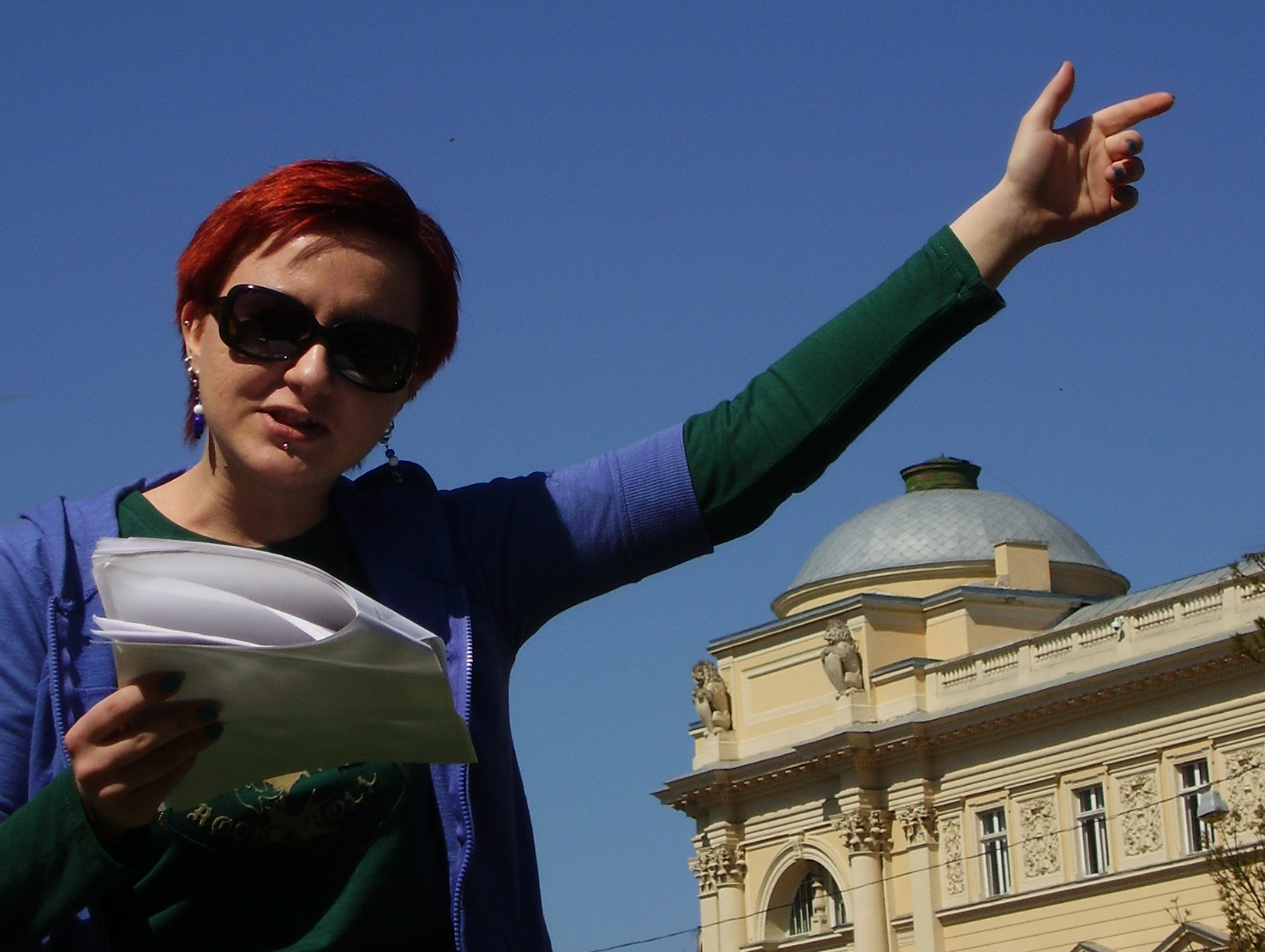
Iryna Shuvalova

- Vasyl Holoborodko (1945-), poète, romancier fantasy
- Oleh Lysheha (1949-2014), poète, dramaturge, traducteur, intellectuel
- Natalka Bilotserkivets (1954-), poétesse, ecrivin, traductrice
- Vasyl Herasymyuk (1956-), Prix national Taras-Chevtchenko
- Ihor Rymaruk (de) (1958-2008)
- Petro Midyanka (1959-)[1], lauréat Bu-Ba-Bu 1994
- Oksana Zaboujko (1960-), philosophe
- Iouri Androukhovytch (1960-), poète, romancier, essayiste, traducteur
- Ivan Malkovych (en) (1961-)
- Yuriy Izdryk (en) (1962-), poète, revuiste
- Kost Moskalets (1963-)[2]
- Volodymyr Tsybulko (en) (1964-), poète, politique
- Ihor Pavliouk (1967-), poète
- Marianna Kiyanovska (1973-), poétesse, traductrice
- Andriy Bondar (de) (1973-), poète, traducteur
- Serhiy Jadan (1974-), poète, romancier, essayiste
- Halyna Kruk (1974-), universitaire, poétesse, traductrice, critique
- Ostap Slyvynsky (1978-), poète, traducteur, essayiste, critique, universitaire
- Dmytro Lasutkin (de) (1978-)
- Oleh Kotsarev (1981-)[3]
- Bohdana Matiyash (1982-)[4]
- Pavlo Korobchuk (1984-)[5],[6]
- Iryna Shuvalova(1986-)[7]
- Andriy Lyubka (en) (1987-)
- Les Beley (?)

### Prose
- Valéri Chevtchouk (1939-)

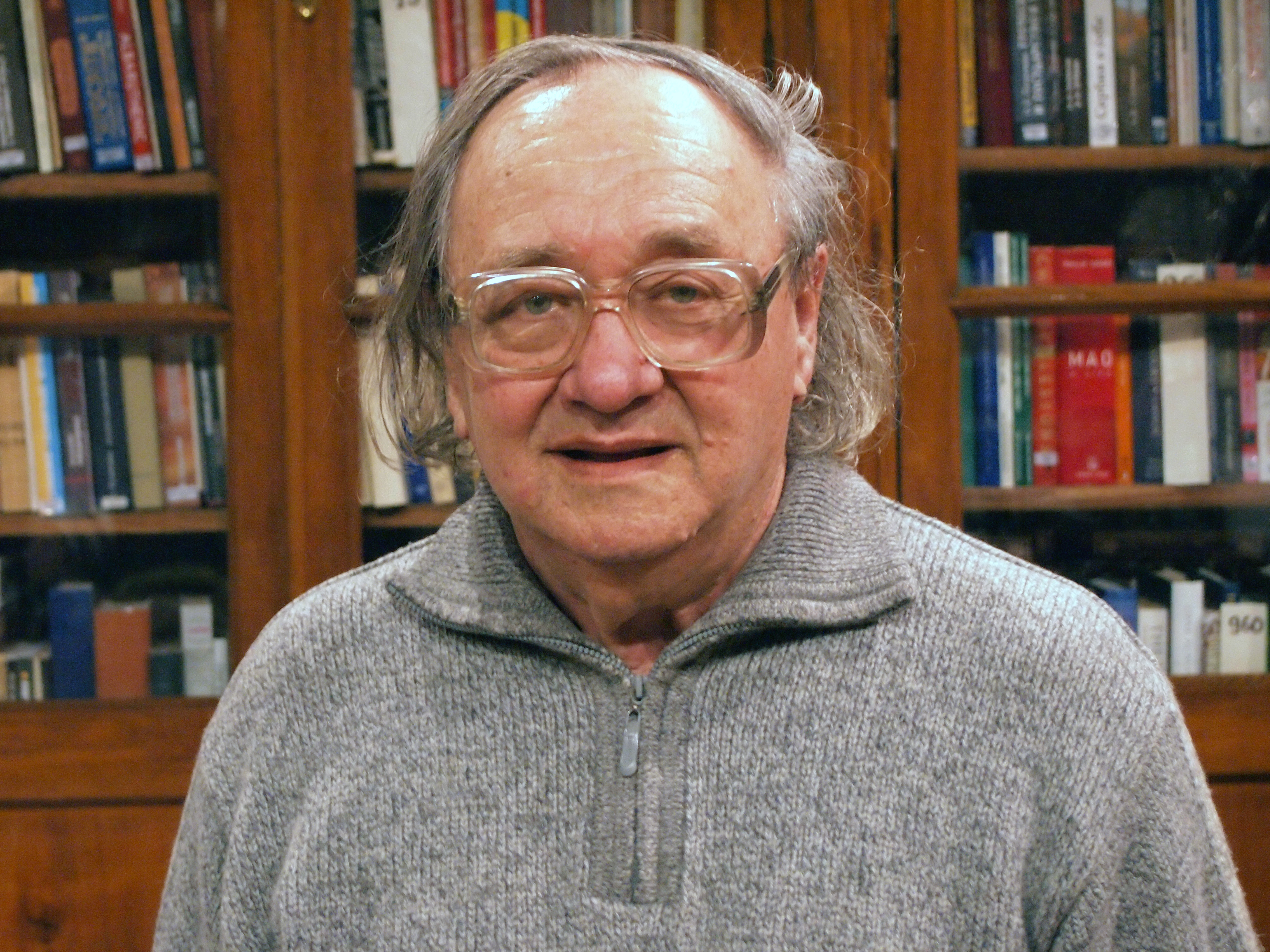
Valéri Chevtchouk

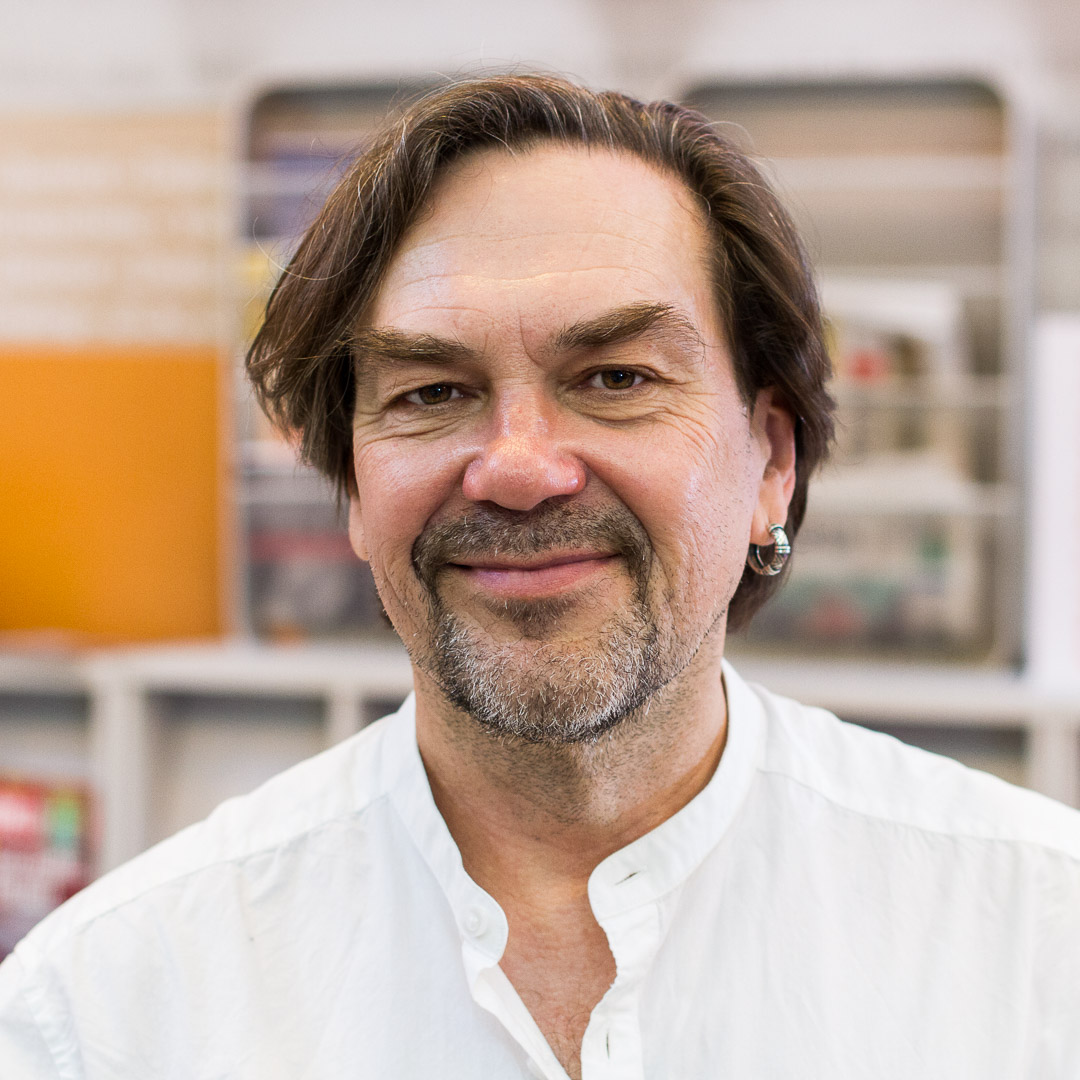
Yurii Andrukhovych

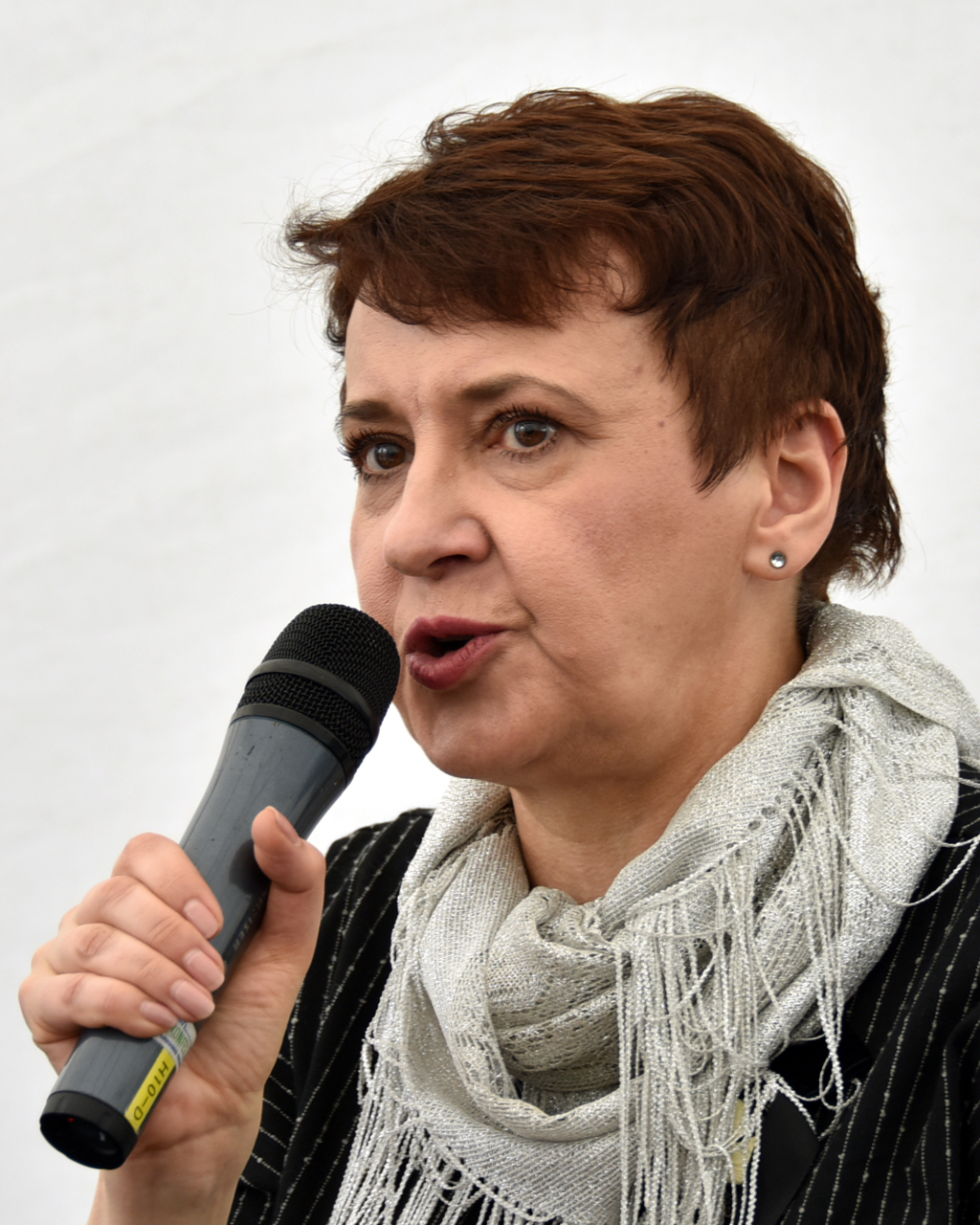
Oksana Zabuzhko

- Yuri Pokalchuk (en) (1941-2008), traducteur, chercheur
- Volodymyr Dibrova (1951-), nouvelliste, dramaturge, traducteur
- Yuriy Vynnychuk (en) (1952-), journaliste, romancier
- Yuriy Hudz (?)
- Iouri Androukhovytch (1960-)
- Oksana Zaboujko (1960-)
- Andreï Kourkov (1961-)
- Yuriy Izdryk (en) (1962-)
- Yevhen Pashkovskyi (?)[8]
- Oles Ulianenko (en) (1962-)
- Stepan Protsyuk (en) (1964-), romancier, essayiste
- Taras Prokhasko (1968-), romancier, journaliste, essayiste
- Natalia Sniadanko (1973-), journaliste, romancière, traductrice
- Serhiy Jadan (1974-), poète, romancier, essayiste
- Anatoliy Dnistrovyi (1974)[9]
- Dzvinka Matiyash (1978-)[10]
- Irena Karpa (1980-), écrivaine, journaliste, chanteuse
- Yevgenia Belorusets (1980-), écrivaine, photographe
- Iryna Tsilyk (1982-), auteure, cinéaste
- Tanja Maljartschuk (1983-), nouvelliste
- Lyubko Deresh (de) (1984-)
- Markiyan Kamysh (1988-), romancier, La Zone
- Victoria Amelina (1986-)
- Oleksiy Chupa (1986-)[11]

### Écriture dramatique

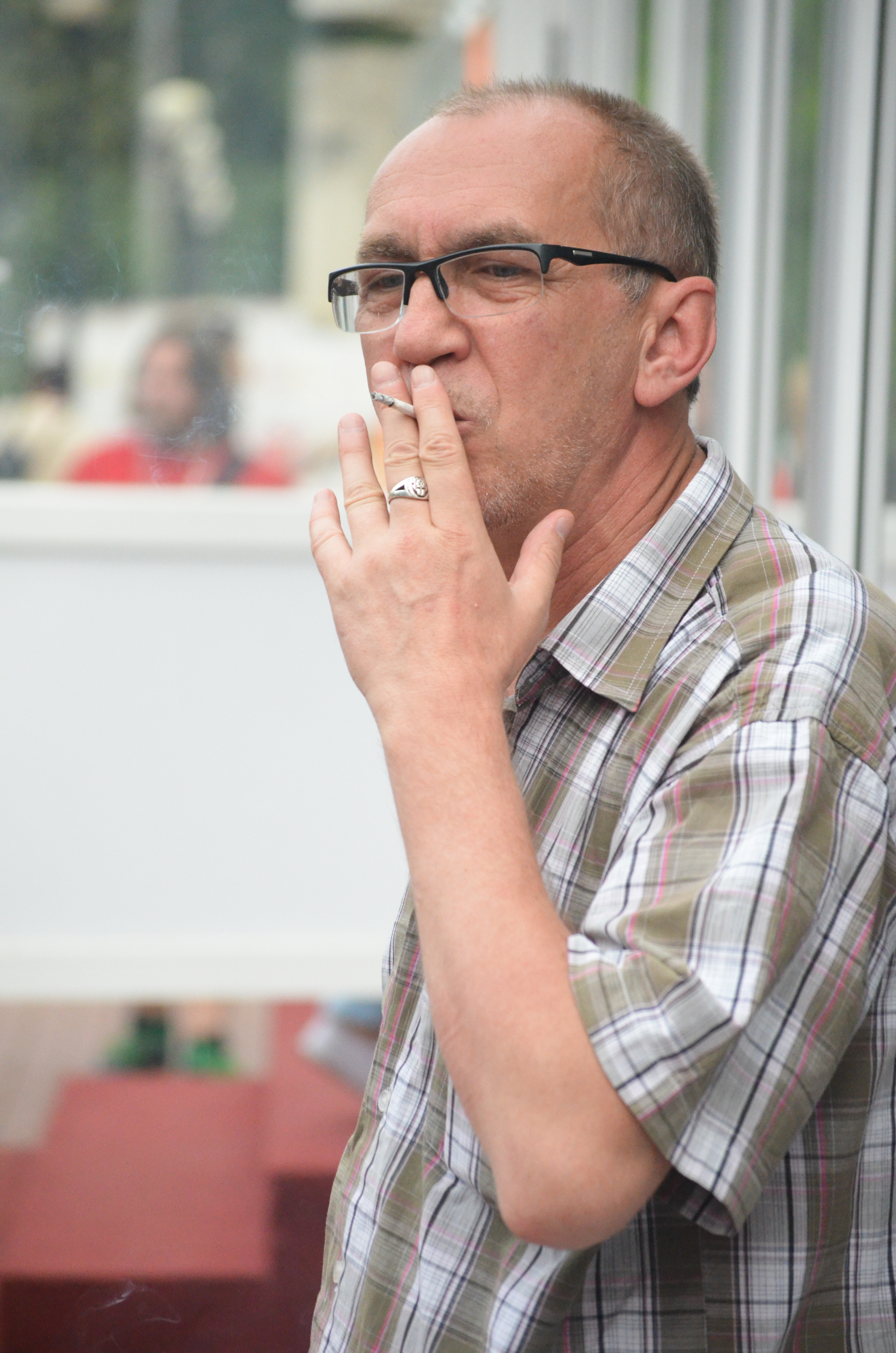
Oleksandr Irvanets

- Les Podervianskyi (en) (1952-), peintre, poète, dramaturge, performeur
- Volodymyr Serdyuk (uk) (1956-), journaliste, acteur, philologue, traducteur, dramaturge
- Oleksandr Irvanets (1961-)[12]
- Neda Nezhdana (uk) (1971-), poétesse, dramaturge, journaliste
- Pavlo Arie (1975-), peintre, dramaturge
- Artem Vyshnevskyi (uk) (1980-), dramaturge, scénariste, réalisateur
- Anna Bagriana (1981-), poétesse, dramaturge

- Nadiya Symych (?)
- Olena Klymenko (?)
- Oleh Mykolaychuk-Nyzovets (?)
- Serhiy Shchuchenko (?)
- Oleksandra Pohrebinska (?)
- Oleksa Slipets (?)

## Listes d'auteurs ukrainiens contemporains
- Écrivains ukrainiens par genre
- Écrivains ukrainiens du XXIe siècle
- Poètes ukrainiens du XXIe siècle